# Città dello sport
La Città dello sport è un complesso architettonico di Roma, in origine progettata come complesso sportivo polifunzionale dall'architetto spagnolo Santiago Calatrava nell'area di Tor Vergata.
Del progetto originario è stata realizzata la struttura di uno stadio del nuoto, con l'intelaiatura della copertura che costituisce una caratteristica "vela a pinna di squalo" visibile anche da grande distanza (che gli ha meritato il soprannome di Vela di Calatrava), e un palazzetto dello sport adatto ad accogliere anche altri tipi di eventi.

## Storia

### Progetto originario
Il piano per la Città dello sport prevedeva una coppia di palazzetti dello sport, uno per basket e pallavolo e l'altro per il nuoto, posti uno di fronte all'altro di fronte a una coppia di laghi artificiali, a formare una struttura a quadrifoglio. Intorno a questa struttura sarebbero stati realizzati altri impianti sportivi: piscine all'aperto e al coperto, pista di atletica e altre strutture sportive. Di fronte al complesso di impianti sportivi, era prevista inoltre una torre alta circa 90 metri destinata a ospitare il rettorato dell'Università degli Studi di Roma Tor Vergata. Il progetto di Calatrava includeva inoltre un campus per ospitare gli studenti universitari e gli atleti, nonché altre piscine olimpiche per l'allenamento degli atleti.

### Storia dei lavori
Il progetto venne avviato nel 2005 dall'amministrazione comunale del sindaco di Roma Walter Veltroni. Il costo previsto per la realizzazione dell'opera era di 60 milioni di euro, che diventarono 120 milioni già all'atto dell'assegnazione dei lavori tramite gara d'appalto. La società che ricevette l'incarico della costruzione fu la Vianini Lavori del gruppo Caltagirone; la gestione dei fondi fu affidata alla Protezione Civile guidata da Guido Bertolaso, che per la gestione dei capitali incaricò Angelo Balducci. Tra il 2006 e il 2007, benché i lavori non avanzassero, si vide l'ulteriore raddoppio dei costi di costruzione, che arrivarono così a 240 milioni di euro. Nel giugno 2008 ad Angelo Balducci subentrò Claudio Rinaldi.
Ad ottobre dello stesso anno il nuovo sindaco di Roma Gianni Alemanno affermò che - a tre anni dall'inizio lavori - sarebbero state gettate le fondazioni della "Città dello sport"; a dicembre, però, venne deciso che i mondiali di nuoto non sarebbero più stati disputati a Tor Vergata, in quanto la struttura non avrebbe potuto essere completata in tempo, e si optò per l'utilizzo del Foro Italico, già utilizzato per i Campionati mondiali di nuoto 1994. La costruzione della "Città dello Sport" nel 2009 fu bloccata per mancanza di fondi nonostante si fosse speso, fino a quel momento, quattro volte la cifra inizialmente stimata per la realizzazione dell'opera.
Nell'aprile 2010 Calatrava dichiarò: "Attualmente sono stati realizzati i due stadi, uno per il basket e l'altro con le piscine per il nuoto, i tuffi e quella per il riscaldamento, piccoli servizi e l'accesso per gli atleti. È in corso di realizzazione il parcheggio e la copertura a cupola di uno dei due palazzi, mentre sono state già costruite anche la piscina esterna ed un'altra sempre per il riscaldamento degli atleti".
Nel 2011, a seguito della candidatura di Roma quale sede delle Olimpiadi 2020, si decise di riattivare il cantiere di Tor Vergata: i lavori ripresero senza nessuna data certa per la consegna dell'impianto e con una cifra stimata per il completamento dei lavori di 660 milioni di euro, ovvero undici volte il prezzo iniziale.
Nel novembre 2012, il sindaco Alemanno annunciò che il complesso sportivo sarebbe stato completato con il contributo di privati, ma le operazioni di completamento, al dicembre 2014, non erano ancora partite. A inizio 2014 fu prospettato il cambio di destinazione d'uso per la "vela" dalla struttura della copertura già completata, e destinata allo stadio del nuoto, con una proposta dell'Università di Tor Vergata per trasformare la struttura in una serra/orto botanico. La spesa prevista per completare la copertura era di 60 milioni di euro. Secondo questo piano il secondo palazzetto sarebbe stato realizzato come struttura polifunzionale per eventi sportivi e musicali, sebbene la struttura avrebbe richiesto altri 426 milioni di euro per essere completata.

### Gli anni 2020 e il recupero
Il 26 marzo 2021, in attuazione alla legge di bilancio 2021 che ha autorizzato a tal fine una spesa di 25 milioni di euro, la struttura e l'area circostante è stata trasferita dall'Università di Roma Tor Vergata, che la deteneva inutilizzata, all'Agenzia del demanio. A quest'ultima è stata assegnata la somma di 3 milioni di euro annui per gli anni dal 2021 al 2023, ai fini della manutenzione, ordinaria e straordinaria, delle opere realizzate e della messa in sicurezza dell'area trasferita, in vista del recupero funzionale delle opere realizzate.
All'inizio del 2022, il neo-eletto sindaco Roberto Gualtieri aveva proposto che l'area fosse destinata ad ospitare l'Expo 2030, qualora questo fosse stato assegnato a Roma; era stato anche suggerito che lo stadio del nuoto fosse convertito in polo di accoglienza per l'evento e ultimato già entro il Giubileo del 2025.
A seguito della mancata assegnazione dell'Expo, è stata confermata la volontà di recuperare le strutture per il Giubileo.
Lunedì 7 luglio 2025, è stato inaugurato il nuovo complesso, in vista degli eventi connessi al Giubileo dei giovani, ivi svoltisi nella settimana da lunedì 28 luglio a domenica 3 agosto.